# 崔松賢
崔松賢（1982年4月11日—），韓國女演員。

## 影視作品

### 電視劇
- 2008年：SBS《食客》
- 2009年：SBS《你笑了》飾演 洪善熙
- 2009年：tvN《妻子們的秘密》飾演 鄭賈姬
- 2010年：KBS《富翁的誕生》
- 2010年：SBS《檢察官公主》飾演 陳貞善
- 2010年：KBS《總統》飾演 白燦基的妻子
- 2011年：tvN《需要浪漫》飾演 姜賢珠
- 2012年：MBC《不能沒有你的生活》飾演 金度熙
- 2013年：OCN《特殊案件專案組TEN 2》飾演 尹書賢
- 2013年：tvN《馬鈴薯星2013QR3》飾演 盧寶英
- 2014年：MBC《媽媽》飾演 羅世娜
- 2016年：OCN《吸血鬼偵探》飾演 徐盛熙（特別出演）
- 2016年：KBS《通往機場的路》飾演 韓智恩
- 2016年：KBS《月桂樹西裝店的紳士們》飾演 妍熙（特別出演）
- 2017年：tvN《芝加哥打字機》（特別出演）
- 2019年：SBS《Big Issue》飾演 裴敏貞

### 網路劇
- 2016年：NAVER tv cast《獨居生活》
- 2016年：NAVER tv cast《地產經紀人》

### 電影
- 2008年：《老千》
- 2009年：《仁寺洞醜聞》
- 2009年：《比悲傷更悲傷的故事》
- 2009年：《女朋友們》
- 2010年：《深夜FM》
- 2012年：《英建偵探事務所》

## 綜藝節目
- 2004年：KBS2《想像+（朝鲜语：상상더하기）》
- 2013年：JTBC《李秀根和金炳萬的上流社會》
- 2016年：SBS《叢林的法則》（巴布亞紐幾內亞篇）

## 獲獎
- 2007年：KBS演藝大獎－最佳女新人獎

## 外部連結
- 崔松賢的Instagram帳戶
- 崔松賢在NAVER上的资料
- 崔松賢在Daum上的资料